# Leon Boden

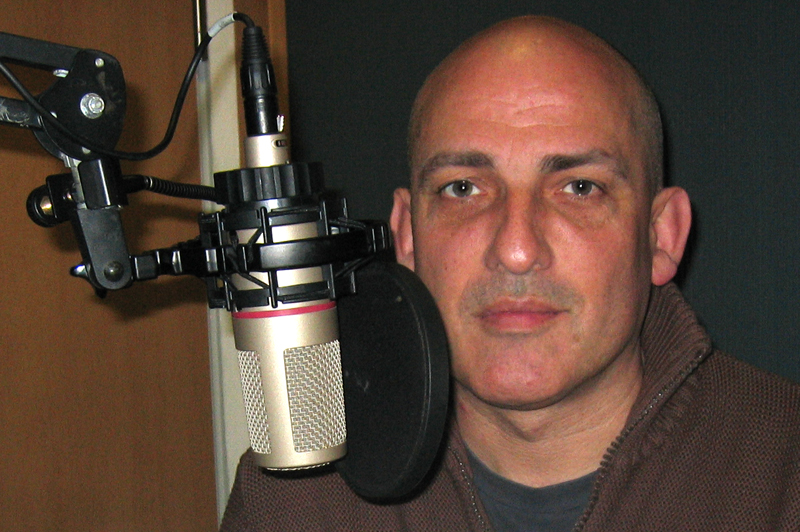
Leon Boden (2008)

Leon Boden (* 14. Juli 1958 in Kiel als Dietrich Georg Boden; † 18. April 2020) war ein deutscher Schauspieler, Regisseur und Synchronsprecher. Er wurde als die deutsche Stimme von Denzel Washington und Jason Statham bekannt.

## Leben
Leon Boden studierte am Salzburger Mozarteum Schauspiel und Regie und schloss mit einem Diplom im Fach Gesang ab. Seit Anfang der 1980er-Jahre spielte er Theater an der Elisabethbühne, in Salzburg, Graz, Bremen, an den Staatlichen Schauspielbühnen und am Deutschen Theater Berlin. Bodens darstellerische Bandbreite reichte von William Shakespeare über Kurt Tucholsky bis hin zu Stücken der Gegenwartsliteratur. Seinerzeit inszenierte er auch selbst zwei Stücke.
Er arbeitete umfangreich als Synchronsprecher. So war er die Standardstimme von Denzel Washington und Jason Statham und lieh auch Will Smith, Wesley Snipes, Ted Danson, Samuel L. Jackson, Laurence Fishburne, James Belushi und Idris Elba seine Stimme. In Dokumentationen und Doku-Serien wie Deutschland von oben wurde er ebenfalls als Sprecher eingesetzt.
Ende der 1990er-Jahre war er Geschäftsführer der Alligator-Film Düsseldorf. Zeitgleich betätigte er sich zweimal als Filmregisseur; beide Filme floppten jedoch. Ab den 1990ern übernahm Boden zahlreiche Rollen in Fernsehfilmen und -serien und steigerte dadurch seinen Bekanntheitsgrad.
Ab 2008 war er bis 2020 in 13 Staffeln die deutsche Stimme von Rocky Carroll in Navy CIS, konnte die 17. Staffel allerdings nicht mehr fertig synchronisieren. Sein Nachfolger ist Wolfgang Wagner, der diese Rolle seit Folge 13 der 17. Staffel spricht. In der Sat.1-Reihe Julia Leischik sucht: Bitte melde dich war er ab 2012 als Off-Stimme zu hören. Von 2013 bis 2020 war er die deutsche Stimme von Andre Braugher in der Comedy-Serie Brooklyn Nine-Nine. Die 7. Staffel konnte von Boden nicht fertig synchronisiert werden. Sein Nachfolger wurde Matthias Klie.
Boden starb im April 2020 im Alter von 61 Jahren an den Folgen einer Krebserkrankung.

## Theater
Schauspieler
- 1979: Mein armer Marat (Elisabethbühne, Salzburg); Amphitryon (Szene der Jugend Salzburg)
- 1985/1986: Der Drache (Schauspielhaus in Graz)
- Jedermann; König Lear; Joel Brand; Tartuffe
- 1998: Das Miststück

Regie
- Offene Zweierbeziehung
- In der Nacht sind alle Taxen grau

## Filmografie (Auswahl)
Als Regisseur
- 1996: Weibsbilder (auch Buch)
- 1997: Rosenkavalier (auch Buch) mit Esther Schweins und Judy Winter

Schauspieler
- 1986: Mimus Eroticus
- 1987: Stadtrand
- 1992–1994: Freunde fürs Leben (Fernsehserie, 7 Folgen)
- 1993: Die Spur führt ins Verderben (Fernsehfilm)
- 1993: Klippen des Todes (Fernsehfilm)
- 1993: Polizeiruf 110: Tod im Kraftwerk (Filmreihe)
- 1996: Der Bulle von Tölz: Palermo ist nah (Filmreihe)
- 1996: Alarm für Cobra 11 – Die Autobahnpolizei – Bomben bei Kilometer 92 (Fernsehserie)
- 1996: Der Blinde (Fernsehfilm)
- 1996: Gnadenlos 1 – Zur Prostitution gezwungen (Fernsehfilm)
- 1997: Rosa Roth – Die Stimme (Filmreihe)
- 1997: Tatort: Bienzle und der tiefe Sturz (Filmreihe)
- 1998: Im Namen des Gesetzes (Folge Die Erpressung)
- 1998: Alarm für Cobra 11 – Die Autobahnpolizei – Schlag zu (Fernsehserie)
- 1998: Wolffs Revier (Folge Der kleine Tod)
- 1988: Das Miststück (Fernsehfilm)
- 1999: Benzin im Blut (Fernsehserie)
- 1999: Gnadenlos 2 – Ausgeliefert und mißbraucht (Fernsehfilm)
- 1999: Verratene Freundschaft – Ein Mann wird zur Gefahr (Fernsehfilm)
- 1999: Nur ein toter Mann ist ein guter Mann (Fernsehfilm)
- 1999: Latin Lover (Fernsehfilm)
- 1999: Die Sünde der Engel (Fernsehfilm)
- 1999: Bier – Anschlag auf das Oktoberfest (Fernsehfilm)
- 1999: Maître Da Costa (Fernsehserie, eine Folge)
- 1999–2001: Die Rote Meile (Fernsehserie, 25 Folgen)
- 2000: Zwei Engel auf Streife (Fernsehfilm)
- 2001: Der Pfundskerl (Fernsehserie, Folge Alles für die Katz)
- 2001: Es muss Liebe sein (Fernsehfilm)
- 2001: 1000 Meilen für die Liebe (Fernsehfilm)
- 2002: Die Westentaschenvenus (Fernsehfilm)
- 2002: Edgar Wallace – Die vier Gerechten (Fernsehfilm)
- 2002: Klinikum Berlin Mitte – Leben in Bereitschaft (Fernsehserie, 8 Folgen)
- 2002: Erkan & Stefan gegen die Mächte der Finsternis
- 2002–2006: Die Wache (Fernsehserie, 35 Folgen)
- 2003: Vier Küsse und eine E-Mail
- 2003: Küstenwache (Fernsehserie, Folge Entführung auf See)
- 2003, 2005: SOKO 5113 (Fernsehserie, 2 Folgen)
- 2004–2007: Hinter Gittern – Der Frauenknast (Fernsehserie, 98 Folgen)
- 2004: In aller Freundschaft (Folge Die Reifeprüfung)
- 2004: Ein Fall für zwei (Folge Schlechte Karten für Grabowski)
- 2005: Neues aus Büttenwarder (Folge Die Glücksspielhölle)
- 2006: Die Kommissarin (Folge Auf der Flucht)
- 2007: Die Rosenheim-Cops (Folge Mord(s)phantasien)
- 2015: SOKO Stuttgart (Folge Das Versprechen)
- 2015: SOKO Wismar (Folge Die Geistersiedlung)
- 2017: Die Rosenheim-Cops (Folge Der Cocktailkönig von Rosenheim)

## Computerspiele
- 2008: 2weistein – Das Geheimnis des roten Drachen
- 2013: Deadshot – Batman Arkham Origins
- 2015: Black Ops III

## Synchronrollen (Auswahl)
Denzel Washington
- 1989: Big Bad Man als Xavier Quinn
- 1991: Mississippi Masala als Demetrius Williams
- 1991: Ricochet – Der Aufprall als Nick Styles
- 1993: Die Akte als Gray Grantham
- 1993: Philadelphia als Joe Miller
- 1993: Viel Lärm um nichts als Don Pedro von Aragon
- 1995: Crimson Tide – In tiefster Gefahr als Korvettenkapitän Ron Hunter
- 1995: Teufel in Blau als Ezekiel „Easy“ Rawlins
- 1996: Mut zur Wahrheit als Nat Serling
- 1996: Rendezvous mit einem Engel als Dudley
- 1998: Ausnahmezustand als Anthony „Hub“ Hubbard
- 1998: Dämon – Trau keiner Seele als Det. John Hobbes
- 1999: Hurricane als Rubin Carter / Hurricane
- 1999: Der Knochenjäger als Lincoln Rhyme
- 2000: Gegen jede Regel als Coach Herman Boone
- 2001: Training Day als Detective Alonzo Harris
- 2002: Antwone Fisher als Dr. Jerome Davenport
- 2002: John Q – Verzweifelte Wut als John Quincy Archibald
- 2003: Out of Time – Sein Gegner ist die Zeit als Matthias Lee Whitlock
- 2004: Der Manchurian Kandidat als Ben Marco
- 2004: Mann unter Feuer als John W. Creasy
- 2006: Déjà Vu – Wettlauf gegen die Zeit als Agent Doug Carlin
- 2006: Inside Man als Detective Keith Frazier
- 2007: American Gangster als Frank Lucas
- 2009: Die Entführung der U-Bahn Pelham 123 als Walter Garber
- 2010: The Book of Eli als Eli
- 2010: Unstoppable – Außer Kontrolle als Frank
- 2011: The Great Debaters – Die Macht der Worte als Melvin B. Tolson
- 2012: Flight als Whip Whitaker
- 2012: Safe House als Tobin Frost
- 2013: 2 Guns als Robert „Bobby“ Trench
- 2014: The Equalizer als Robert McCall
- 2016: Fences als Troy Maxson
- 2016: Die glorreichen Sieben als Sam Chisolm
- 2018: The Equalizer 2 als Robert McCall

Jason Statham
- 2002: The Transporter als Frank Martin
- 2005: Transporter – The Mission als Frank Martin
- 2006: Crank als Chev Chelios
- 2007: War als Special Agent John Crawford
- 2008: Bank Job als Terry Leather
- 2008: Transporter 3 als Frank Martin
- 2009: Crank 2: High Voltage als Chev Chelios
- 2010: 13 als Jasper Bagges
- 2011: Blitz – Cop-Killer vs. Killer-Cop als Detective Sergeant Tom Brant
- 2011: Killer Elite als Danny
- 2011: The Mechanic als Arthur Bishop
- 2012: Safe – Todsicher als Luke Wright
- 2013: Fast & Furious 6 als Deckard Shaw
- 2013: Homefront als Phil Broker
- 2013: Parker als Parker
- 2013: Redemption – Stunde der Vergeltung als Joey Smith
- 2015: Fast & Furious 7 als Deckard Shaw
- 2015: Spy – Susan Cooper Undercover als Rick Ford
- 2015: Wild Card als Nick Wild
- 2016: Mechanic: Resurrection als Arthur Bishop
- 2017: Fast & Furious 8 als Deckard Shaw
- 2018: Meg als Jones Taylor
- 2019: Fast & Furious: Hobbs & Shaw als Deckard Shaw

Laurence Fishburne
- 1991: Boyz n the Hood – Jungs im Viertel als Jason „Furious“ Styles
- 1992: Jenseits der weißen Linie als Russell Stevens, Jr. / John Hull / Erzähler
- 1995: Bad Company als Nelson Crowe / Erzähler
- 1998: Mit dem Rücken an der Wand als Socrates Fortlow
- 2007: TMNT – Teenage Mutant Ninja Turtles als Erzähler
- 2009–2012: CSI: Den Tätern auf der Spur als Dr. Raymond Langston
- 2010: CSI: Miami als Dr. Raymond Langston
- 2010: CSI: NY als Dr. Raymond Langston
- 2013–2015: Hannibal als Jack Crawford
- 2015: Standoff als Sade
- 2017–2020: Black-ish als Earl „Pops“ Johnson

Lance Reddick
- 2009–2013: Fringe – Grenzfälle des FBI als Agent Phillip Broyles
- 2009: Lost als Matthew Abaddon
- 2012: Um Klassen besser als Charles Alberts
- 2014: The Blacklist als Der Cowboy
- 2015: John Wick als Charon
- 2016: Castle als Keith Kaufman
- 2017: John Wick: Kapitel 2 als Charon
- 2019: John Wick: Kapitel 3 als Charon

Will Smith
- 1995: Bad Boys – Harte Jungs als Detective Mike Lowrey
- 1996: Independence Day als Captain Steven „Steve“ Hiller
- 1996: Das Leben – Ein Sechserpack als Paul

Giancarlo Esposito
- 2001: Monkeybone als Hypnos
- 2015: Maze Runner – Die Auserwählten in der Brandwüste als Jorge
- 2018: Maze Runner – Die Auserwählten in der Todeszone als Jorge

Faran Tahir
- 2008: Iron Man als Raza
- 2009: Star Trek als Captain Robau
- 2015: Backstrom als Dr. Alan Kobrine

Jonathan Del Arco
- 1994: Raumschiff Enterprise – Das nächste Jahrhundert als Hugh
- 2020: Star Trek: Picard als Hugh

Michael Jordan
- 1996: Space Jam als er selbst
- 2003: Looney Tunes: Back in Action als er selbst

Taye Diggs
- 2001–2002: Ally McBeal als Jackson Duper
- 2008–2009: Private Practice als Dr. Sam Bennett (1. Stimme)

Tyler Perry
- 2012: Alex Cross als Alex Cross
- 2014: Gone Girl – Das perfekte Opfer als Tanner Bolt

### Filme
- 1984: Tir à vue – Michel Jonasz als Daniel Galo
- 1991: Dr. Kildare: Sein erster Fall – Truman Bradley als Hamilton
- 1997: Heaven’s Burning – Paradies in Flammen – Russell Crowe als Colin
- 2004: Der König der Löwen 3 – Hakuna Matata – Robert Guillaume als Rafiki
- 2006: Die Nacht der lebenden Toten – Duane Jones als Ben
- 2007: Triff die Robinsons – Stephen J. Anderson als Der Melonenmann/Erwachsener Goob
- 2013: Snitch – Ein riskanter Deal – Dwayne Johnson als John Matthews
- 2020: Mulan – Donnie Yen als Kommandant Tung

### Serien
- 1992: Die Geschichte der O – Paulo Reis als Sir Stephen
- 2004: Die Liga der Gerechten – J. K. Simmons als Mantis
- 2008–2020: Navy CIS – Rocky Carroll als Director Leon Vance (auch Navy CIS: L.A. und Navy CIS: New Orleans)
- 2013–2020: Ray Donovan – Liev Schreiber als Ray Donovan
- 2014–2019: The Affair – Dominic West als Noah Solloway
- 2015: Steins;Gate – Masaki Terasoma als Yuugo Tennouji
- 2015–2020: Brooklyn Nine-Nine – Andre Braugher als Captain Ray Holt

## Hörspiele (Auswahl)
- 2016 (Audible): Das Gebrüll ist zurück (Die Garde der Löwen, Hörspiel)